# S-Gerät
S-Gerät fue un sensor colocado en los submarinos nazis más avanzados antes de terminar la guerra.

## Descripción
El S-Gerät (aparato Especial para la localización mediante sonido) era esencialmente un sonar. Trasmitía pulsos y medía los retornos para detectar objetos en el agua. Como emitía sonidos, permitía rastrear la posición de los submarinos, por lo que este aparato no era muy popular. Era capaz de detectar objetos a más de 4.000 m de distancia.

## Uso
El S-Gerät era un ojo eléctrico que funcionaba con la gama de ondas ultracortas. El aparato emite a intervalos regulares un solo “tic” que se propaga en el agua, el cual, una vez que se refleja en el casco de los adversarios, regresa trazando la imagen en la pantalla en una fracción de segundo, indicando la dirección y velocidad de las naves enemigas. Estas indicaciones son trasladadas a una carta náutica, donde se inscriben automáticamente el rumbo y velocidad del submarino. El “tic” siguiente parte al cabo de uno o dos minutos. El proceso descrito vuelve a empezar y basta con unir los puntos para obtener un esbozo muy preciso del desarrollo de los acontecimientos en la superficie.